# 弗拉基米尔·邦奇-布鲁耶维奇

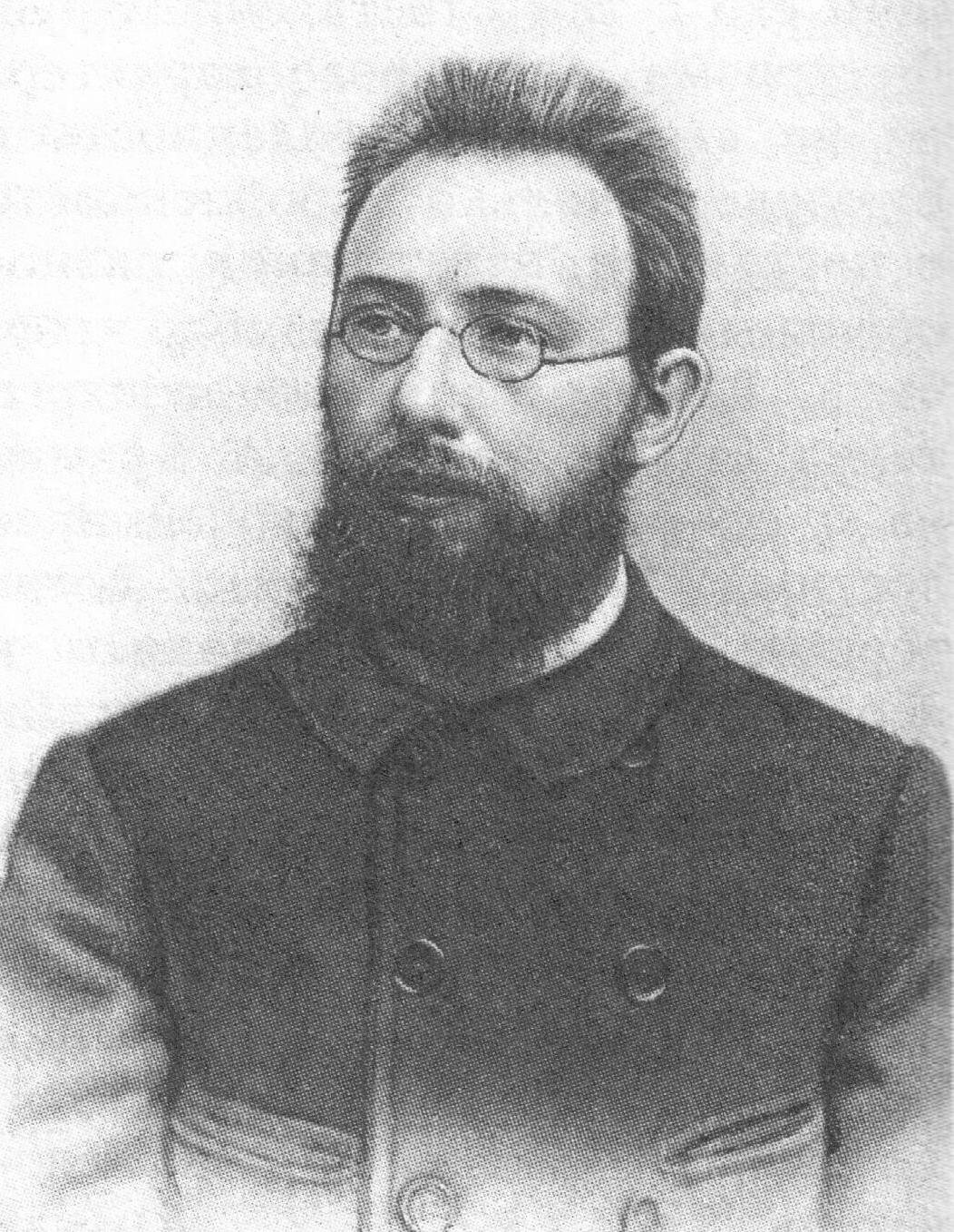
弗拉基米尔·邦奇-布鲁耶维奇

弗拉基米尔·邦奇-布鲁耶维奇（俄語：Владимир Дмитриевич Бонч-Бруевич，1873年6月28日—1955年7月14日），苏联政治家、革命家、历史学家、作家、老布尔什维克，苏联领导人列宁的私人秘书，共和国革命军事委员会野战司令部参谋长米哈伊尔·德米特里耶维奇·邦奇-布鲁耶维奇的兄弟。